# 낚시춘추
낚시춘추는 대한민국의 낚시 전문 월간지로, 1971년 3월 1일 창간하였다.